# Мошкин, Александр Николаевич
Александр Николаевич Мошкин (19 апреля 1954 — 17 мая 2024) — российский государственный деятель, глава администрации города Березники (1994—2001). Член КПСС (1982—1991).
Родился 19 апреля 1954 года в поселке Кусья Горнозаводского района Молотовской области в семье рабочих.
Окончил школу № 2 г. Соликамска (1971) и Пермский политехнический институт по курсу «Технология неорганических веществ», специальность инженер-химик-технолог (1976).
По распределению работал на азотно-туковом заводе в цехе № 412:
- сентябрь 1976 — апрель 1977 — стажер начальника смены;
- апрель 1977 — декабрь 1978 — начальник смены;
- декабрь 1978 — ноябрь 1982 — зам. начальника цеха;
- ноябрь 1982 — октябрь 1985 — начальник цеха № 412.

С 1985 по 1990 год в Березниковском горкоме КПСС:
- октябрь 1985 — ноябрь 1988 — зав. промышленно-транспортным отделом;
- ноябрь 1988 — июль 1990 — зав. социально-экономическим отделом.

В 1990 году окончил Свердловскую высшую партийную школу по специальности политолог.
С 1990 года первый заместитель председателя Березниковского горисполкома. Ноябрь 1991 — март 1992 — директор Березниковского коммерческого центра. С 1992 по 1994 год генеральный директор АООТ «Ряд».
2 марта 1994 — 6 марта 1996 — глава администрации города Березники. Глава местного самоуправления Березников с 6 марта 1996 по 6 августа 2001 года. Первый всенародно избранный мэр города.